# Георгий (Абу-Захам)
Гео́ргий Абу-Захам (араб. جاورجيوس أبو زخم‎; род. 8 декабря 1949, Арна) — монах Антиохийской православной церкви, бывший митрополит Хомский (Емесский) и прилежащих земель (1999—2023).

## Биография
Начальное образование получил в родной деревне Арна. Затем обучался в средней школе при Баламандском монастыре, после чего учился там же в Богословском институте святого Иоанна Дамаскина, который окончил в 1974 году. Потом отправился в Грецию, где 1977 году окончил богословскую школу Университета Аристотеля в Салониках со степенью магистра богословия.
2 января 1977 года в кафедральном соборе святой Марии в Дамаске был рукоположен во диакона патриархом Антиохийским Илией IV. 23 апреля 1980 года там же был рукоположен во пресвитера также в Дамасском Успенском соборе патриархом Игнатием IV. В 1984 году был возведён в достоинство архимандрита.
26 октября 1988 года был рукоположен во викарного епископа Каррского.
В сентябре 1990 года был назначен деканом Богословского института святого Иоанна Дамаскина в Баламанде до 1995 года, после чего вернулся в Дамаск и до 1999 года служил викарием Патриархата Антиохийского.
5 октября 1999 года был избран митрополитом Хомским (Емесским). 21 октября того же года в кафедральном соборе во имя Сорока мучеников Севастийских состоялась его интронизация.
После вступления в должность он провел множество изменений в социальных учреждениях архиепископии, уделял особое внимание постройке новых церквей в деревнях и пригородах; прилагал усилия по возрождению и улучшению епархиального периодического издания; поддерживал различные общественные инициативы и культурные мероприятия в провинции Хомс. С началом в 2011 году гражданской войны в Сирии его кафедральный город Хомс и вся епархия оказались одним из наиболее пострадавших регионов; большинство христиан покинули эти места, но митрополит Георгий с риском для жизни продолжал навещать Хомс и оказывать верующим пастырскую помощь.
На заседании Синода Антиохийской православной церкви от 25 апреля 2023 года было уведомлено о том, что принята резигнация митрополита Георгия с поста митрополита Хомского (считать ее последствия вступившими в силу с даты ее подачи, 31 марта 2023 года), а также он был лишён архиерейского сана с оставлением в монашестве.